# Хиртенберг WN.15
Хиртенберг WN.15/ Hirtenberg WN.15 је аустријски двомоторни, вишеседи, нискокрилни авион са затвореном кабином, који се користио као путнички, лаки транспортни авион и авион за везу.

## Пројектовање и развој
Фирма Flugzeugbau Hopfner GmbH из  Aspern-а и њен главни пројектант Theodor Hopfner су у току 1935. године пројектовали и радили прототип путничког авиона под називом Хопфнер HV.15. Због финансијских тешкоћа ову фирму је откупила фирма Hirtenberger Patronen која је имала намеру да прошити свој производни програм и на авијацију. Обједињена фирма је наставила и завршила пројект овог авиона који је добио назив Хиртенберг HV.15 а његов први лет је обављен 8. марта 1936. године.
После аншлуса (Припајања Аустрије Трећем рајху) дошло је до реорганизације ваздухопловне индустрије Аустрије у којој је обједињена фирма Хиртенберг спојена у Wiener Neustadter Flugzeugwerke (скраћено WNF), која је према решењу Министарства Ваздухопловства Немачког Рајха производила авионе Месершмит Ме.109. О производњи авиона Хиртенберг HV.15 нико није размишљао. Прототип овог авиона је живео свој живот под новим називом Хиртенберг WN.15 или WNF Wn.15 а на нове пројекте везане за овај авион пала је прашина.

## Технички опис
Авион Хиртенберг WN.15 је двомоторни вишеседи авион конзолни самоносећи нискокрилац мешовите конструкције.
Носећа конструкција трупа је направљена од челичних цеви. Предњи део авиона кокпит и путничка кабина су обложени дрвеном лепенком а остали делови трупа су обложени импрегнираним платном. Кокпит и кабина су опремљени великим стакленим прозорима што омогућава пилоту и путницима лепу прегледност. Пилотска кабина је поред тога имала и стаклени део крова. Врата се налазе на левој страни авиона и она су заједничка за путнике и пилоте. Кабина авиона је била опремљена свим потребним инструментима за контролу лета авиона као и за рад мотора.
За погон овог авиона су коришћени клипни радијални ваздухом хлађени мотори са седам цилиндара смештени на крила авиона: Siemens-Halske Sh 14A снаге 120 kW (160 KS) На вратилима ових мотора су биле уграђене дрвене двокраке елисе фиксног корака пречника  2,2 m производње Heine. Иако је планирано да авион у серијској производњи буде опремљен јачим моторима, ови Сименсови мотори су се показали као сасвим добри. Били су поуздани и економични у раду. Резервоари за уље су се налазили у горњим половинама гондола иза самог мотора. Носачи мотора су били челична конструкција а облоге мотора од алуминијумског лима.
Крила авиона су са две рамењаче кутијастог типа. Конструкција је дрвена, а облога од дрвене лепенке, а елерони и закрилца од импрегнираног платна. Облик крила је једнакокраки трапез који се завршавао полукружно, а оса крила је управна на осу трупа авиона. У унутрашњости крила између трупа и мотора су се налазили алуминијумски резервоари за гориво.
Репне површине: Реп авиона се састоји од репног дела рупа и једног вертикалног стабилизатора са кормилом правца и два хоризонтална стабилизатора који су причвршћена за труп авиона са кормилима дубине. Носеће конструкције овог дела авиона су дрвене а облога је од импрегнираног платна. Управљачке површине кормило правца и кормило дубине су дрвене конструкције обложене такође импрегнираним платном.
Стајни трап му је класичан, имао је две предње ноге са нископритисним гумама, предњи точкови су се уз помоћ хидрауличног уређаја увлачили у носаче мотора у току лета, а задњи само усмеравајући који се у току лета није увлачио у труп авиона се налази на репу авиона. С обзиром да у гондоли мотора није било доста простора за смештај точка они су у увученом стању вирили 20cm изван облоге мотора.

## Оперативно коришћење
Прототип је регистрован аустријском регистрацијом OE-POH а први пут је полетео 8. марта 1936. године. Након обављених свих тестова предвиђених протоколом, авион је додељен дирекцији савезне полиције Аустрије, па Аустријском ваздушном корпусу где је служио за обуку и тренажу пилота. После аншлуса, авион је добио немачке регистрационе ознаке D-OPQH. Немци су овај авион 1942. године продали Ратном зракопловству НДХ где је регистрован под бројем 2101. Авион је коришћен за намену за коју је пројектован, био је то авион за превоз официра, транспорт лакших терета и као авион за везу. Крај рата авион није претекао. Његову регистрацију је наследио један Месершмит Ме.109.

## Сачувани примерци
Није сачуван овај уникатан авион. У рату му се губи траг.

## Земље које су користиле овај авион
- Аустрија
- Трећи рајх
- Хрватска - НДХ